# Rivolta di Glyndŵr
La rivolta di Glyndŵr o rivolta del Galles o ultima guerra d'indipendenza è stata un'insurrezione dei gallesi guidati da Owain Glyndŵr contro la supremazia inglese avvenuta tra il 1400 e il 1415. Si tratta dell'ultima grande manifestazione per l'indipendenza gallese prima che il Galles fosse incorporato nell'Inghilterra con le leggi chiamate Laws in Wales Acts del 1535-1542.
La ribellione iniziò nel 1400, quando Enrico di Bolingbroke prese il trono come Enrico IV da Riccardo II. Enrico, a differenza del suo predecessore, seguì una linea più dura nei confronti dei gallesi. Dopo una disputa con un magnate inglese, Owain si autoproclamò Principe del Galles e attaccò il castello del magnate. La famiglia Tudor di Anglesey iniziò una guerriglia contro gli inglesi, ed Enrico inviò il suo esercito in Galles per sedare la ribellione. Diversi castelli inglesi caddero in mano ai ribelli, e Owain ottenne grande successo e popolarità in Galles. Gli inglesi passarono delle leggi speciali per evitare che i gallesi guadagnassero troppo potere nella loro patria. Intorno al 1402, anche il Regno di Francia iniziò a sostenere i gallesi, poiché vedevano un'Inghilterra indebolita e cercavano di sfruttare il fatto per avvantaggiarsi nella guerra dei cent'anni, allora in corso.
Diversi castelli inglesi caddero o furono assediati, e i gallesi usarono una tattica di piccoli attacchi rapidi contro gli inglesi, evitando lo scontro aperto. Nel 1404, Owain fu incoronato principe del Galles a Machynlleth. Intorno al 1406, la Francia cominciò a ritirare il suo sostegno alla ribellione, e gli inglesi iniziarono una nuova strategia di blocco economico del Galles. Lentamente gli inglesi riconquistarono importanti castelli come quelli di Aberystwyth e di Harlech. Molti dei capi dei ribelli furono uccisi sul campo di battaglia o catturati, ma Owain rimase in libertà. Nel 1415, gli inglesi erano di nuovo in pieno controllo del Galles, e le grandi famiglie che avevano sostenuto la ribellione furono rovinate o spazzate via. Solo Maredudd ap Tudur riuscì a prosperare seriamente, recandosi a Londra e fondando quella che poi divenne la dinastia Tudor.